# Västersundet
Västersundet (estniska: Kurkse väin) är ett sund mellan Rågöarna (Pakri saared) i norr och Korkis (Kurkse) och Päts (Pedase) på estländska fastlandet i söder. Sundet angränsar i öster till Matsviken (Paldiski laht). Sundet ligger i västra Estland i landskapet Harjumaa. 